# The Secret of the Submarine
The Secret of the Submarine é um seriado estadunidense de 1915, no gênero aventura, dirigido por George L. Sargent, estrelado por Juanita Hansen e Tom Chatterton. Produzido pela American Film Company e distribuído pela Mutual Film Corporation, veiculou nos cinemas estadunidenses entre 22 de maio de 1915 e 28 de agosto de 1916. O seriado relata a defesa de um submarino estadunidense contra os russos e japoneses, e foi escrito em busca do envolvimento dos EUA na Primeira Guerra Mundial, pelo correspondente de guerra Richard Barry.
Este seriado é considerado perdido.

## Elenco

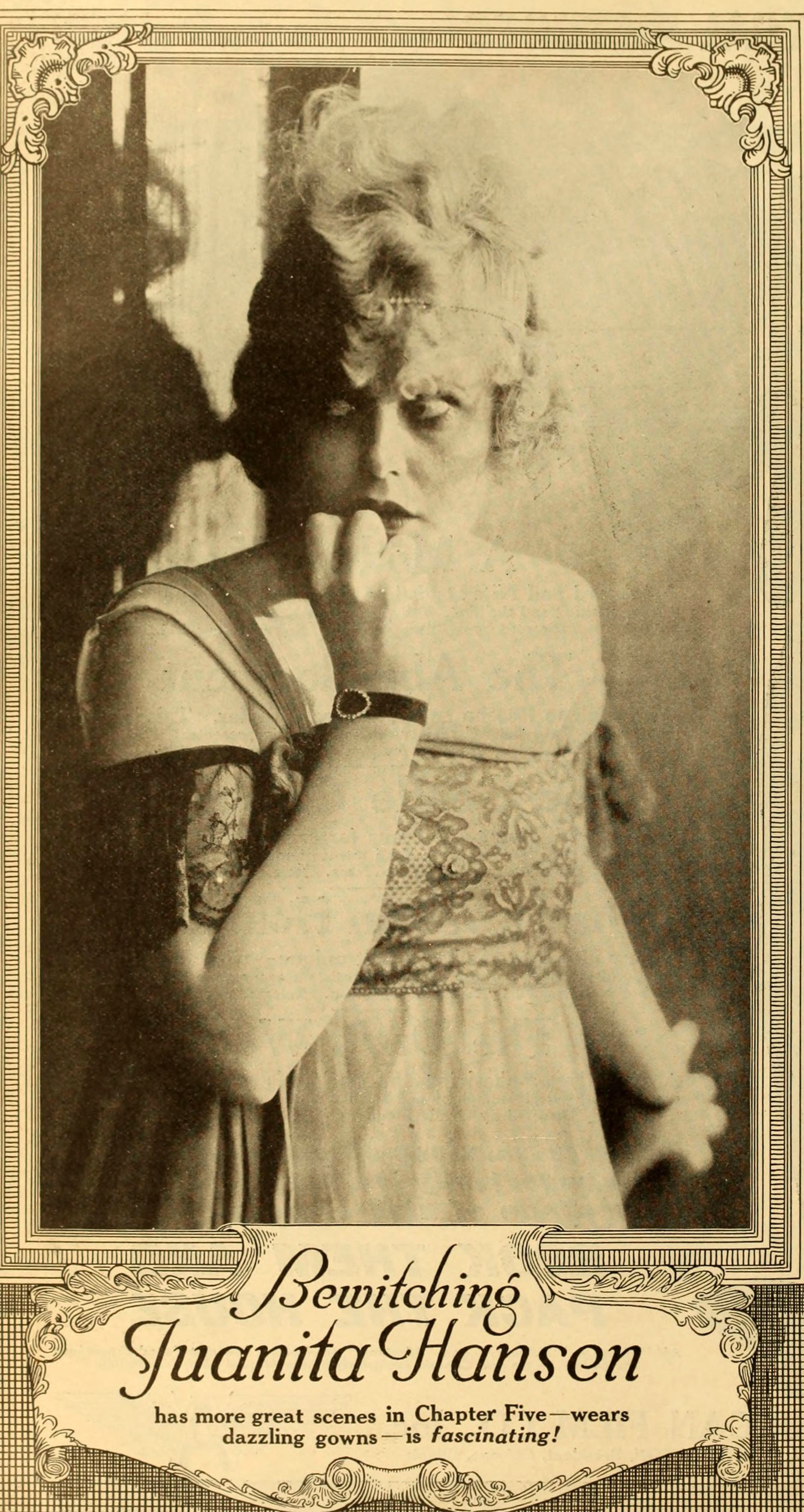
Juanita Hansen, que fez sua primeira incursão no cinema em The Secret of the Submarine.

- Juanita Hansen – Cleo Burke. Foi o primeiro seriado de Juanita Hansen.[5]
- Tom Chatterton – Tenente Jarvis Hope
- Hylda Hollis – Olga Ivanoff
- Lamar Johnstone – Gerald Morton
- George Clancey – Hook Barnacle
- William Tedmarsh – Tatsuma
- Harry Edmondson – Sextus
- George Webb – Mahlin
- Hugh Bennett – Dr. Ralph Burke
- Joseph Beaudry – Calvin Montgomery
- Perry Banks
- Leona Hutton
- George Gebhardt